# Jan Karel Hendrik de Roo van Alderwerelt
Jan Karel Hendrik de Roo van Alderwerelt (Harderwijk, 6 augustus 1832 – 's-Gravenhage, 29 december 1878) was een Nederlands militair en politicus.
In het midden van de negentiende eeuw was hij de belangrijkste liberale defensiewoordvoerder. Officier, maar bovenal politicus. Hij was betrokken bij de val van diverse ministers van Oorlog, hij veroorzaakte mede de val van de ministers Engelvaart (1871), Van Limburg Stirum (1873), Weitzel (1875) en De Klerck (1876). Pleitbezorger van een volksleger, afschaffing van de plaatsvervanging bij het leger en van een vast defensiestelsel. Als kritische en ambitieuze officier werd hij overgeplaatst van Den Haag naar Leeuwarden en door de Friezen tot Tweede Kamerlid gekozen. Hij was gezaghebbend in eigen kring en gevreesd door ministers. Hij kon door ziekte en zijn vroege dood als minister in het kabinet-Kappeyne van de Coppello weinig tot stand brengen.